# Candemil (Amarante)
Candemil es una fregesía portuguesa del municipio de Amarante, con 11,25 km² de área y 1 039 habitantes (2001). Densidad poblacional: 92,4 hab/km².
- Datos: Q507293
- Multimedia: Candemil / Q507293